# 张仲直

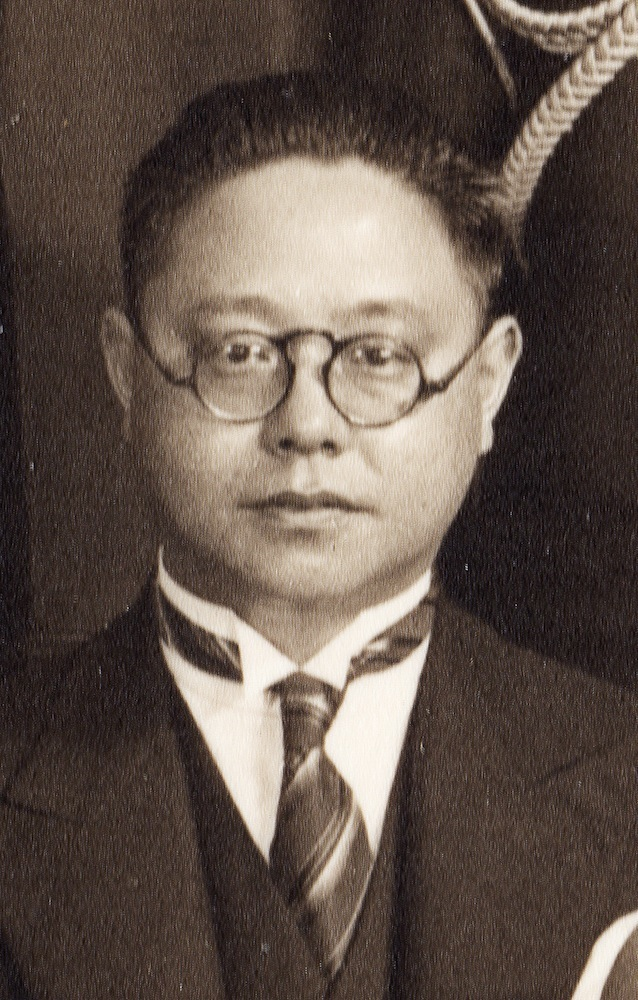
张仲直

张仲直（1901年—1951年5月）是湖北省武昌府武昌县（现鄂城区)人，中华民国政治人物。

## 生平
1919年，张仲直入神户高等商业学校学习。1923年毕业后，入东京商科大学学习。张仲直归国后，1937年12月王克敏成立中华民国临时政府。他担任王克敏的秘书，逐渐在政界取得地位。
1940年3月，中华民国临时政府被汪精卫政权合并且改组为华北政务委员会后，张仲直继续担任王克敏的心腹，5月他担任该委员会秘书厅事务处处长代理同年内，王克敏赴日本访问，张仲直随行，并到母校神户商业大学访问，受到热烈欢迎。1941年4月，张仲直被任命为北京华北电业理事。
1943年2月，张仲直被任命为华北政务委员会政务厅厅长兼秘书厅秘书长（同年3月，秘书长地位被祝书元代行）。同年11月，他被任命为该委员会委员兼财务厅厅长代理兼总务厅次长代理。1945年2月，他离任财务厅厅长代理兼总务厅次长代理，只担任華北政務委員会委員。由于日语能力出众，张仲直和日本人交流密切。
中华人民共和国成立后，1951年5月，北京市人民政府对张仲直因反革命罪判处死刑，立即执行。终年50。